# Lagos Women’s League
Die Lagos Women’s League (Lagos-Frauenliga) war eine Frauenorganisation, die von 1923 bis 1944 in Lagos (Nigeria) existierte.
Gegründet wurde sie von Charlotte Obasa, die sich seit den 1890er Jahren in Lagos sozial engagierte. Die
Liga hatte sich zum Ziel gesetzt, Ausbildungschancen für Frauen zu verbessern, die Lebens- und Arbeitsbedingungen für Männer und Frauen in Lagos zu verbessern, die Einstellung von Frauen in den öffentlichen Dienst zu erreichen und das Gesundheitssystem zu verbessern. Es waren vor allem gebildete Frauen aus der Oberschicht, die sich in dieser Organisation engagierten und Petitionen an die koloniale Administration schrieben. Mit wachsender Unterstützung in der Bevölkerung weitete die Lagos Women’s League ihre Agitation aus. Nachdem 1944 Obasas Cousine Oyinkan Abayomi die Leitung übernommen hatte, formte sie die Organisation in eine politische Partei um, die den Namen Nigerian Women’s Party erhielt.